# Yuen Woo-ping
Yuen Woo-ping (chinesisch 袁和平, Pinyin Yuán Hépíng, Jyutping Jyun4 Wo4ping4, kantonesisch Yuen Woo-ping, * 1945 in Guangzhou, China) ist ein chinesischer Martial-Arts-Choreograf (Stunt Coordinator) und Filmregisseur. Er gilt als einer der bekanntesten und einflussreichsten Persönlichkeiten des Kinos aus Hongkong. Für dessen Leistungen in der Filmbranche erhielt Yuen viele Anerkennung und Preise. So beispielsweise 2010 auf Austin Fantastic Fest (AFF) den Lifetime Achievement Award, 2016 beim Asian Film Award (AFA) und 2019 beim New York Asian Film Festival (NYAFF).

## Familie
Yuen stammt aus einer Kungfu-Familie. Als Kind lernte er früh beim Vater Yuen Siu-tien, der Kampfkünstler und Schauspieler war, die chinesische Kampfkunst. Er hat fünf jüngere Brüder, Yuen Shun-Yi (袁信義; * 1953, auch bekannt als „Sunny Yuen“), Yuen Cheung-yan (袁祥仁; * 1957), Yuen Yat-choh (袁日初, auch bekannt als „Simon Yuen Jr.“), Yuen Jan-yeung (袁振洋, auch bekannt als „Brandy Yuen“) und Yuen Lung-kui (袁龍駒), die alle beim Vater einen soliden Basis in Kungfu aneignen konnten. Wie deren ältester Bruder Yuen Woo-ping absolvierten die beiden Brüder Yuen Shun-yi und Yuen Cheung-yan die Lehre eines Wusheng (武生 – „männlicher Rollentyp eines Kämpfers“), die eine männliche Hauptrolle mit Schwerpunkt in Kampfkunst und akrobatische Fähigkeit in der chinesischen Peking-Oper spielen. Die Yuen-Klan-Brüder konnten alle in der Martial-Art-Szene der Hongkonger Filmbranche Fuß fassen, insbesondere durch die gute Zusammenarbeit mit der Produktionsfirma Golden Harvest. In China und Hongkong kennt man sie auch unter der Bezeichnung „Yuens Stunt-Team“ (袁家班 – „wörtlich: Yuen-Familie-Truppe“), die sowohl im Bereich der Schauspielerei, Produktion und Regie, Martial-Art-Choreografie sowie Stunts tätig waren.

## Leben
Als Junge ging Yuen auf die Lehre beim Meister Yu Jim-yuen in dessen bekannte „Oper-Akademie“ (englisch Master Yu Jim-yuen's Peking Opera School China Drama Academy) in Hongkong. Als Wǔshēng-Lehrling bekam er dort vom Shifu den Künstlername „Yuen King“ – 元慶. Somit ist er der Shixiong (師兄 – „Senior-Lehrbruder“) der beispielsweise bekannten Schauspieler Sammo Hung aka „Yuen Lung“ oder Jackie Chan aka „Yuen Lau“ bzw. Ha Ling-chun meist bekannt unter sein Pseudonym „Yuen Biao“, die alle nach ihm beim gleichen Meister in der „Akademie“ zur Lehre ging. Jedoch gehört er nicht zur Meister Yus bekannten Schauspieltruppe The Lucky Seven (七小福, englisch The Seven Little Fortunes). Mit etwa zwanzig arbeitete er als Statist und Löwentanztruppe in verschiedene Filmen mit. Seinen ersten Film „Snake in the Eagle’s Shadow“ drehte er 1978 zusammen mit Jackie Chan in der Hauptrolle. Gleich danach drehten beide zusammen Sie nannten ihn Knochenbrecher, in dem der Vater von Yuen Woo-ping, Yuen Siu-tien, die zweite Hauptrolle bekleidet. Beide Filme waren große Erfolge und machten Jackie Chan zum Filmstar und verhalfen dem Genre von seinem Nischendasein in die großen Produktionsstudios. Der Trend der Kung Fu-Komödie wurde begründet und hält bis heute an. Mit seinem Vater drehte er später noch weitere Filme, unter anderem „Drunken Master“, zusammen.
1994 wurden die Wachowskis auf ihn aufmerksam und heuerten ihn als Choreografen für die Kampfszenen in dem Film „Matrix“ an. Der Erfolg dieses Filmes, der auch auf seiner Arbeit beruhte, wurde mit „Tiger and Dragon“ im darauf folgenden Jahr fortgeführt und machten ihn zu einer gefragten Adresse in Hollywood.
Yuen ist außerdem einen der vielen Shifus des bekannten Schauspieler und Martial-Artist Donnie Yen, der seinen Anfang in Yuens Stuntmantruppe machte.

## Filmografie (Auswahl)
Ausgewählte Filmografie als Regisseur
- 1978: Die Schlange im Schatten des Adlers
- 1978: Sie nannten ihn Knochenbrecher
- 1979: Dance of the Drunk Mantis
- 1979: Magnificent Butcher
- 1980: The Buddhist Fist
- 1981: Dreadnought
- 1981: Exciting Dragon
- 1982: Miracle Fighters
- 1982: Oriental Voodoo
- 1982: Legend of a Fighter
- 1983: Shaolin Drunkard
- 1984: Drunken Tai-Chi
- 1985: Mismatched Couples
- 1986: Dragon Vs. Vampire (The Close Encounters of Vampire; Jiangshi papa)
- 1988: Tiger Cage
- 1989: In the Line of Duty IV (Huangjia shijie IV: Zhiji zhengren; Yes, Madam 4)
- 1990: Xiheiqian (Tiger Cage; Tiger Cage 2)
- 1991 Lengmian jujishou (Tiger Cage 3)
- 1993 Last Hero in China
- 1993 Su Qi'er (Heroes Among Heroes)
- 1993 Iron Monkey
- 1993 Tai Chi Master
- 1994 Wing Chun
- 1994 Huoyun chuangqi (Fire Dragon)
- 1995 Hu meng wei long (The Red Wolf)
- 1996 Jietou shashou (Iron Monkey 2) – als Jua Lu-Jiang
- 1996 Taijiquan (Tai Chi Boxer; Tai Chi 2)
- 2000 The New Shaolin Temple
- 2016 Crouching Tiger, Hidden Dragon: Sword of Destiny
- 2017 The Thousand Faces of Dunjia (Qimen dunjia)
- 2018 Master Z: Ip Man Legacy (Ye Wen Waichuan: Zhang Tianzhi)

Ausgewählte Filmografie als Choreograf
- 1972 The Bloody Fists
- 1994 Fist of Legend
- 1999 Matrix
- 2000 Tiger and Dragon (Crouching Tiger, Hidden Dragon)
- 2002 Hero
- 2003 Matrix Reloaded
- 2003 Matrix Revolutions
- 2003 Kill Bill – Volume 1
- 2004 Kill Bill – Volume 2
- 2004 House of Flying Daggers
- 2004 Kung Fu Hustle
- 2005 Unleashed – Entfesselt (Danny the Dog)
- 2006 Fearless
- 2008 The Forbidden Kingdom
- 2008 Endhiran the Robot
- 2010 True Legend
- 2013 The Grandmaster
- 2016 Crouching Tiger, Hidden Dragon: Sword of Destiny
- 2017 The Thousand Faces of Dunjia (Qimen dunjia)
- 2019 Ip Man 4: The Finale

Quelle: Hong Kong Movie Database

## Trivia
In dem Online-Rollenspiel World of Warcraft gibt es in Sturmwind – der Hauptstadt der Menschen (Allianz) – einen Waffenmeister namens Woo Ping. In den chinesischen Filmkreisen nennt man Yuen respektvoll auch Ba Ye (八爺, englisch Sir Eight – „etwa: Sir Acht“). Der Ursprung diese Bezeichnung hat er in einem Interview der Hongkonger Zeitschrift Huran Yi Zhou (忽然一周 – „Plötzlich wieder eine Woche“, sinngemäß „Schon wieder eine Woche rum“) Ausgabe Nr. 757 erklärt, dass es zur Anfang seiner Karriere er der „Nummer Acht einer Bruderschaft“ in der Filmbranche war.